# Заставцы (Тернопольская область)
Заставцы (укр. Заставці) — село в Монастырисской городской общине Чортковского района Тернопольской области Украины.
До 2020 года входило в Монастырисский район.
Население по переписи 2001 года составляло 391 человек. Почтовый индекс — 48314. Телефонный код — 3555.